# Egyptian Premier League 1964/65
Die Egyptian Premier League 1964/65 war die 15. Saison der Egyptian Premier League, der höchsten ägyptischen Meisterschaft im Fußball. Meister wurde zum zweiten Mal in Folge al Zamalek SC, es gab keinen Neuaufsteiger, Suez El-Riyadi und Sawahel stiegen ab. Nicht mehr in der höchsten Spielklasse vertreten waren Domiat Club, Bani Sweif SC, Al Tayaran, Ala’ab Damanhour, Al Teram, El Mansoura SC, Ittihad Suez, Port Fuad, Tanta FC, Bahareya Club, Maleyat Kafr El-Zayat und Suez Petrol.

## Teilnehmende Mannschaften
Folgende zwölf Mannschaften nahmen in der Saison 1964/65 an der Egyptian Premier League teil:
| Mannschaft             | Ort                 | Stadion                             | Kapazität     |
| ---------------------- | ------------------- | ----------------------------------- | ------------- |
| al Ahly Kairo          | Kairo               | Cairo International Stadium         | 74.100        |
| al-Ittihad Al-Sakndary | Alexandria          | Alexandria Stadium                  | 13.660        |
| al-Masry               | Port Said           | Port-Said-Stadion                   | 22.000        |
| Al-Sekka Al-Hadid      | Kairo               | Sekka El Hadeed-Stadion             | 25.000        |
| al Zamalek SC          | Gizeh               | Cairo International Stadium         | 74,100        |
| El-Olympi              | Alexandria          | Alexandria Stadium                  | 13.660        |
| Ghazl El Mahallah SC   | al-Mahalla al-Kubra | El Mahalla Stadium                  | 20.000        |
| Ismaily SC             | Ismailia            | Ismailia Stadium                    | 18.525        |
| Olympic El Qanah FC    | Ismailia            | Ismailia Stadium Suez Canal Stadium | 18.525 10.000 |
| Sawahel                | Alexandria          | Harras El-Hedoud Stadium            | 22.000        |
| Suez El-Riyadi         | Sues                | Suez Stadium                        | 27.000        |
| Tersana SC             | Gizeh               | Mit Okba Stadium                    | 15.000        |

## Modus
Alle zwölf Mannschaften spielen je zwei Mal gegeneinander.

## Tabelle
| Pl.             | Verein                  | Sp. | S  | U | N  | Tore    | Diff. | Punkte |
| --------------- | ----------------------- | --- | -- | - | -- | ------- | ----- | ------ |
| 1.              | al Zamalek SC (M)       | 22  | 15 | 5 | 2  | 041:150 | +26   | 35:90  |
| 2.              | Ismaily SC              | 22  | 13 | 2 | 7  | 035:280 | +7    | 28:16  |
| 3.              | Tersana SC              | 22  | 10 | 7 | 5  | 048:280 | +20   | 27:17  |
| 4.              | al Ahly Kairo           | 22  | 9  | 7 | 6  | 026:250 | +1    | 25:19  |
| 5.              | El-Olympi               | 22  | 8  | 6 | 8  | 026:240 | +2    | 22:22  |
| 6.              | Ghazl El Mahallah SC    | 22  | 7  | 8 | 7  | 020:230 | −3    | 22:22  |
| 7.              | al-Masry                | 22  | 7  | 6 | 9  | 017:260 | −9    | 20:24  |
| 8.              | al-Ittihad Al-Sakndary  | 22  | 7  | 5 | 10 | 021:320 | −11   | 19:25  |
| 9.              | Al-Sekka Al-Hadid       | 22  | 5  | 8 | 9  | 019:240 | −5    | 18:26  |
| 10.             | Olympic El Qanah FC (C) | 22  | 4  | 8 | 10 | 017:270 | −10   | 16:28  |
| 11.             | Suez El-Riyadi          | 22  | 7  | 2 | 13 | 016:270 | −11   | 16:28  |
| 12.             | Sawahel                 | 22  | 5  | 6 | 11 | 017:240 | −7    | 16:28  |
| Stand: Endstand |                         |     |    |   |    |         |       |        |

| (M) | Amtierender Meister     |
| (C) | Amtierender Pokalsieger |